# Dinu Moldovan
Dinu Bogdan Moldovan (* 3. Mai 1990 in Alba Iulia) ist ein rumänischer Fußballtorwart.

## Leben und Karriere

### Karrierebeginn und Wechsel nach Spanien
Moldovan wurde im Jahre 1990 in Alba Iulia geboren, wo er in jungen Jahren auch seine Fußballkarriere begann. Zum Zeitpunkt seines Wechsels ins Ausland war er im Nachwuchsbereich des FC Ardealul Cluj-Napoca, rund eineinhalb Autostunden von seiner Heimatstadt entfernt, im Einsatz. Von diesen kam es schließlich im Sommer 2008 zum Wechsel in die Jugendmannschaften des spanischen Erstligisten Espanyol Barcelona, nachdem er in einem Jugendturnier positiv aufgefallen war. Dort war er anfangs in der A-Jugend aktiv, kam aber zum Ende der Saison 2009/10 auch erstmals in der B-Mannschaft des Vereins mit Spielbetrieb in der dritten Gruppe der drittklassigen und in vier Staffeln aufgeteilten Segunda División B zum Einsatz. Bis zum Saisonende wurde der rumänische Torhüter in der in den letzten Jahren als Fahrstuhlmannschaft hervorgetretenen B-Mannschaft von Espanyol Barcelona in insgesamt fünf Ligaspielen eingesetzt. Nachdem man erst in der vorhergegangenen Saison den Wiederaufstieg in die dritthöchste Spielklasse des Landes geschafft hatte, stieg Moldovan mit dem Team in der Saison 2009/10, wenn auch nur knapp, abermals in die vierte Liga Spaniens ab. In der Spielzeit 2010/11 schaffte er mit der Mannschaft auf dem fünften Platz im Endklassement rangierend denkbar knapp nicht den erneuten Wiederaufstieg und man musste in der Viertklassigkeit verbleiben. Auch in der Saison 2011/12 hielt Moldovan seinem Team die Treue und schaffte schließlich auf dem zweiten Tabellenplatz rangierend und nach überstandener Relegation den Wiederaufstieg in die dritthöchste Fußballliga Spaniens. Zu ebendieser Zeit wurde er bereits des Öfteren vom Profiteam in den Kader geholt, jedoch in keinem Pflichtspiel eingesetzt. So saß er unter anderem in fünf Ligapartien der Profimannschaft in der Saison 2010/11 auf der Ersatzbank, obwohl eigentlich nur dritter bzw. vierter Torwart und somit mit wenig Aussicht auf einen baldigen Profieinsatz. Daneben absolvierte er ab 2011 auch Länderspiele für die U-21-Nationalmannschaft von Rumänien, nachdem er lange Zeit vom Verband keine Beachtung erhielt.

### Rückkehr nach Rumänien
Zur Sommerpause vor der Spielzeit 2012/13 kehrte Dinu Moldovan wieder in sein Heimatland zurück und schloss sich dort dem Erstligisten Astra Giurgiu, der zu diesem Zeitpunkt und bis September 2012 noch den Namen FC Astra Ploiești trug, an. Dort stand er vor allem in der Anfangsphase der Saison 2012/13 als Ersatztormann im Profiaufgebot, wobei er in sieben der ersten zehn Ligapartien auf der Ersatzbank saß und auf einen möglichen Ausfall von Stammtorhüter Silviu Lung Jr. warten konnte. Ab der elften Runde der laufenden Saison stand Moldovan schließlich nicht mehr im Profiaufgebot, was er auch zum Anlass nahm, sich um einen neuen Arbeitgeber umzusehen. Diesen fand er schließlich auch nach der Winterpause im Ligakonkurrenten Universitatea Cluj, zu dem er Anfang März 2013 transferierte. Dort war er schließlich in elf der 13 restlichen Ligapartien als Ersatztorhüter im Kader und kam beim letzten Saisonspiel, einer 1:3-Niederlage gegen den Stadtrivalen CFR Cluj, über die vollen 90 Minuten zum Einsatz und gab somit sein offizielles Profidebüt im Alter von mittlerweile über 23 Jahren. Neben Dinu Moldovan kamen in dieser Saison für das Profiteam von Universitatea Cluj, das im Endklassement den zwölften Tabellenrang erreichte, mit Dragoș Balauru (17 Einsätze), Vladimir Niculescu und Ionuț Boșneag (je acht Einsätze), sowie Cătălin Samoilă (1 Einsatz) insgesamt vier weitere Torhüter zu ihren Einsätzen im Ligageschehen. Mit Florin Matache stand ein sechster Torhüter im Profiaufgebot des Klubs in dieser Spielzeit.

### Erste Profieinsätze in Spanien
Nach nicht einmal einem halben Jahr bei seinem neuen Klub standen die Zeichen eines neuerlichen Vereinswechsels Moldowans zur Sommerpause 2013 bereits auf Abschied. Noch Ende Juli 2013 wurde ein Wechsel Moldovans zurück nach Spanien, diesmal in die Segunda División zur SD Ponferradina, bekanntgegeben. Nachdem er in den ersten beiden Ligapartien der Spielzeit 2013/14 noch gar nicht im Profikader seiner Mannschaft stand, war über beinahe die gesamte restliche Spielzeit als zweiter Torwart auf der Ersatzbank der SD Ponferradina. Dabei war er zumeist Ersatz für den Stammtorhüter und ehemaligen spanischen U-17-Nationalspieler Roberto Santamaría Ciprián, rangierte in der Rangordnung aber noch vor Raúl Moreno Artalejo, dem dritten Torwart im Bunde, der Anfang des Jahres 2014 zur Mannschaft stieß. Nachdem er in der dritten Runde beim 2:2-Auswärtsremis gegen Real Murcia noch auf der Ersatzbank saß, wurde er in der darauffolgenden Woche bereits zum ersten Mal in der zweithöchsten Fußballliga Spaniens eingesetzt, als er beim 1:0-Auswärtssieg über die AD Alcorcón den verletzten Santamaría ab der 84. Spielminute ersetzte. Da Santamaría auch eine Woche darauf noch verletzungsbedingt pausieren musste, wurde Dinu Moldovan ein weiteres Mal als Ersatztorwart eingesetzt, diesmal sogar über die volle Spieldauer von 90 Minuten. Als sich der Stammtorwart wieder erholt hatte und seinen Stammplatz wieder eingenommen hatte, war der ehemalige rumänische Juniorennationalspieler vorwiegend als zweiter Torwart im Kader. Ab Ende März 2014 hatte er Santamaría wieder aus dem Tor verdrängt und kam so bis zum 6. April 2014, einer 0:1-Niederlage gegen Recr. Huelva, zu zwei weiteren Ligaauftritten. In der sehr dicht gestaffelten Segunda División steht Moldovan mit seiner Mannschaft zum aktuellen Zeitpunkt (Stand: 8. April 2014) auf dem 20. Platz rangierend auf einem Abstiegsplatz. Auch in der Copa del Rey 2013/14 wurde der junge Rumäne eingesetzt; beim zweiten Hauptrundenspiel gegen den FC Girona war er über 90 Minuten im Einsatz, dabei konnte er die 1:2-Niederlage und das damit verbundene Ausscheiden seiner Mannschaft aus dem laufenden Wettbewerb nicht verhindern.

## Erfolge
- 2011/12: Aufstieg in die Segunda División B (mit Espanyol Barcelona B)